# Megaselia agarici
Megaselia agarici är en tvåvingeart som först beskrevs av Joseph Albert Lintner 1895.  I den svenska databasen Dyntaxa används istället namnet Megaselia bovista. Megaselia agarici ingår i släktet Megaselia och familjen puckelflugor. Arten har ej påträffats i Sverige. Inga underarter finns listade i Catalogue of Life.